# John Schmitt
John Schmitt   (Filadèlfia, 23 de desembre de 1901 - Largo, 13 de juny de 1991) fou un remer estatunidenc que va competir durant la dècada de 1920.
El 1928 va prendre part en els Jocs Olímpics d'Amsterdam, on disputà la prova del dos sense timoner del programa de rem. Formant parella amb Paul McDowell guanyà la medalla de bronze.